# Övre Långtjärnen, Hälsingland
Övre Långtjärnen är en sjö i Ljusdals kommun i Hälsingland och ingår i Ljusnans huvudavrinningsområde.